# Aneuretus simoni
Aneuretus simoni es una especie de hormiga evolutivamente antigua situada en una subfamilia aparte dentro de la familia Formicidae. El género Aneuretus es monotípico, y su única especie es endémica de Sri Lanka, donde sólo se la encuentra en unas pocas localizaciones. Es una de las pocas especies de hormiga que se consideran en peligro de extinción.

## Taxonomía
Esta especie es el único género existente en la tribu Aneuretini (otros miembros eran los extintos Protaneuretus, Paraneretus y Mianeuretus). Se cree que ocupan una posición filogenética intermedia entre las subfamilias Myrmeciinae-Ponerinae y Dolichoderinae.

## Descripción
Las obreras muestran un gran dimorfismo sexual, pues las «mayores» son de un tamaño muy superior al de las «menores» y carecen de unas obreras de tamaño intermedio. Las obreras de menor tamaño se encuentran en gran número dentro del nido y tienen un pequeño ojo compuesto que tiene solamente unos 30 omatidios (unidades del ojo compuesto). Las antenas tienen 12 segmentos que aumentan gradualmente de tamaño de la base a la punta. El clípeo es amplio y plano y carece de protuberancia central. Las piezas bucales muestran afinidades con los dolicoderinos. Tiene espinas externas en el propodeo. El peciolo está separado del pedúnculo anterior por protuberancias en los lados y la parte superior. Tienen un aguijón bien desarrollado, similar en su estructura a la de los dolicoderinos. Las obreras son de un color entre amarillo y naranja y muestran en su cuerpo unas estriaciones que lo recorren transversalmente. La reina es de mayor tamaño que las obreras más grandes, sus espinas del propodeo son reducidas y su cabeza es mucho más grande que el de las obreras mayores. Las pupas se caracterizan por estar encerradas en capullos. 
Son predadoras y recolectoras, principalmente suelos con restos de hojas. Las obreras mayores son escasas y hay a lo sumo dos por colonia. Se ha descubierto que la organización social de la colonia es similar a la de los dolicoderinos.

## Distribución
Su área de distribución se reduce a sólo unas zonas del centro de Sri Lanka. En el bosque de Gilimale, E. O. Wilson y otros investigadores comprobaron que las colonias se encontraban principalmente en los lindes de claros forestales. Los nidos son pequeños y están formados por muy pocos individuos (tan sólo de dos a cien). Las colonias se construyen sobre todo en restos podridos o desechos de madera o en troncos de árboles caídos. Las pocas áreas en las que viven son visitadas a menudo por los humanos. La especie no ha sido registrada en muchas de las áreas donde se las encontraba antes y fue propuesta para su conservación por E. O. Wilson. Un estudio de 1985 solo localizó la especie en una zona, Gilimale.

Twenty years later one of my undergraduate students, Anula Jayasuriya, a native Sri Lankan, found the species rare or absent in the same localities. I recommended placement of Aneuretus simoni in the Red Data Book of the International Union for Conservation of Nature and Natural Resources, and in time it became one of the first of several ants to be officially classified as a threatened or endangered species.
Veinte años más tarde uno de mis estudiantes universitarios, Anula Jayasuriya, natural Sri Lanka, encontró que las especies eran raras o ausentes en las mismas localidades. Recomendé la inclusión de Aneuretus simoni en el Libro Rojo de la Unión Internacional para la Conservación de la Naturaleza y los Recursos Naturales, y en ese momento se convirtió en una de las primeras hormigas en ser clasificada oficialmente como una especie amenazada o en peligro.
E. O. Wilson, 1994